# Daxia (Bactria)

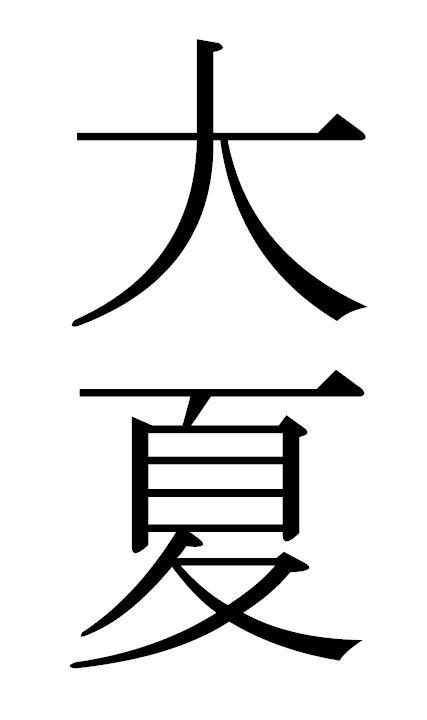
Caracteres chinos para Ta-Hsia o Daxia

Dàxià (en chino, 大夏 Chinese), de forma arcaica escrito como Ta-Hia, es el nombre que la historiografía china concede a Tukhara o Tokhara: la parte principal de Bactria, que forma parte en la actualidad de Afganistán (norte) y partes del sur de Tayikistán y Uzbekistán.
El nombre "Daxia" aparece por primera vez en los relatos chinos del siglo III a. C., para designar un reino en el lejano oeste, posiblemente consecuencia de las primeras noticias de la expansión del reino greco-bactriano. El término aparece después usado por el explorador Zhang Qian en el 126 a. C. para designar a Bactria.
Es posible que "Daxia", en parte, mezclara o confundiera Tokhara con el país de los Dahae (en las costas sureste del Mar Caspio), que generalmente eran conocidos en las fuentes chinas clásicas como los Dayi (en chino, 大益; pinyin, Dayi).
Daxia se menciona, por ejemplo, en el Capítulo VIII (Xiao Kuang) de los Guanzi (siglo VII a. C.): "En el oeste [Duke Huan]... habiendo pasado por los valles de Taihang y Bier, tomó cautivo al jefe de los Da Xia. Más al oeste, subyugó a Xi Yu de Liusha, y por primera vez la gente Rong de Qin fue obediente". (Taihang y Bier se encuentran a lo largo de la frontera entre Shanxi y Hebei en China. )

## Según Sima Qian
Los informes de Zhang Qian se conservan en Shiji ("Registros del gran historiador") por Sima Qian en el siglo I a. C.
Describen una civilización urbana importante de alrededor de un millón de personas, que viven en ciudades amuralladas bajo el poder de reyezuelos o magistrados urbanos. Daxia era un país próspero con mercados ricos, comerciando con una variedad increíble de objetos, llegando hasta el sur de China. Para cuando Zhang Qian visitó Daxia, ya no había un rey importante, y los bactrianos eran soberanos de los nómadas yuezhi, establecidos al norte de su territorio más allá del río Oxus. En general, Zhang Qian representó a un pueblo bastante sofisticado pero desmoralizado que temía la guerra.
Después de estos informes, el emperador chino Wudi fue informado del nivel de sofisticación de las civilizaciones urbanas de Ferganá, Bactria y Partia, y se interesó en desarrollar relaciones comerciales con ellas:

Así, el emperador se enteró de Dayuan, Daxia, Anxi y los demás, todos estados ricos en productos inusuales cuya gente cultivaba la tierra y se ganaba la vida de la misma manera que los chinos. Todos estos estados, le dijeron, eran militarmente débiles y apreciaban los bienes y riquezas Han.(Shiji 123)

Estos contactos llevaron inmediatamente al envío de múltiples embajadas de China, iniciando el desarrollo de la Ruta de la Seda.